# Stretto di San Juanico
Lo stretto di San Juanico (in lingua filippina: Kipot ng San Juanico), è un braccio di mare situato nella regione di Visayas Orientale, nelle Filippine.

## Caratteristiche
Lo stretto, che ha una lunghezza di circa 38 km, separa l'isola di Samar dall'isola di Leyte e mette in comunicazione la baia di Carigara (nel Mar di Samar) con la baia di San Pedro, nel Golfo di Leyte. 
La sua larghezza nel punto più stretto è di soli 2 km.
Lo stretto è attraversato dal ponte di San Juanico. Il porto di Tacloban, la più importante struttura portuale della regione di Visayas Orientale, si apre nella baia di Cancabato, all'entrata meridionale dello stretto.